# Like I'm Gonna Lose You
"Like I'm Gonna Lose You" é uma canção da artista musical estadunidense Meghan Trainor, contida em seu álbum de estreia Title (2015). Conta com a participação do cantor compatriota John Legend, e foi composta pela intérprete juntamente com Justin Weaver e Caitlyn Smith, sendo produzida pela mesma em conjunto com Chris Gelbuda. A sua gravação ocorreu em 2014 nos estúdios The Green Room em East Nashville, Tennessee e Germano Studios em Nova Iorque. A faixa foi lançada como o quarto single de Title em 23 de junho de 2015, dia no qual foi enviada para estações radiofônicas estadunidenses mainstream e rhythmic.

## Desempenho nas tabelas musicais

### Posições
| Tabela musical (2015)                           | Melhor posição |
| ----------------------------------------------- | -------------- |
| África do Sul (Entertainment Monitoring Africa) | 6              |
| Austrália (ARIA Charts)                         | 1              |
| Bélgica (Ultratip da Valônia)                   | 36             |
| Canadá (Canadian Hot 100)                       | 43             |
| Escócia (The Official Charts Company)           | 64             |
| Estados Unidos (Billboard Hot 100)              | 1              |
| Estados Unidos (Hot Adult Contemporary Tracks)  | 2              |
| Estados Unidos (Pop Songs)                      | 5              |
| Estados Unidos (Adult Pop Songs)                | 1              |
| Nova Zelândia (NZ Top 40 Singles)               | 1              |
| Reino Unido (UK Singles Chart)                  | 99             |

### Tabelas de fim-de-ano
| Tabela musical (2015)              | Posição |
| ---------------------------------- | ------- |
| Estados Unidos (Billboard Hot 100) | 76      |
| Nova Zelândia (NZ Top 40 Singles)  | 16      |

### Certificações
| País (Empresa)        | Certificação |
| --------------------- | ------------ |
| Austrália (ARIA)      | 2× Platina   |
| Canadá (Music Canada) | Ouro         |
| Estados Unidos (RIAA) | Platina      |
| Nova Zelândia (RMNZ)  | 2× Platina   |

## Créditos
Todo o processo de elaboração de "Like I'm Gonna Lose You" atribui os seguintes créditos:
Gravação e publicação
- Gravada nos The Greem Room (East Nashville, Tennessee) e Germano Studios (Nova Iorque)
- Mixada nos Larabee North Studios (Universal City, Califórnia)
- Masterizada nos The Mastering Palace (Nova Iorque)
- Publicada pelas seguintes empresas: Year of the Dog Music (ASCAP), uma divisão da Big Yellow Dog, LLC., WB Music Corp., Music of the Corn (ASCAP) e Cornman Music Pubishing
- A participação de John Legend é uma cortesia da Getting Our Dreams e da Columbia Records, uma divisão da Sony Music Entertainment

Produção
| - Meghan Trainor: composição, produção, vocalista principal, vocalista de apoio, instrumentação, programação - Chris Gelbuda: produção, vocalista de apoio, instrumentação, programação, gravação - John Legend: vocalista participante - Justin Weaver: composição | - Caitlyn Smith: composição - Jason Agel: gravação - Kenta Yonesaka: assistência de gravação - Manny Marroquin: mixagem - Dave Kutch: masterização |

## Histórico de lançamento
| País           | Data                | Formato           | Gravadora |
| -------------- | ------------------- | ----------------- | --------- |
| Estados Unidos | 23 de junho de 2015 | Rádios mainstream | Epic      |
| Estados Unidos | 23 de junho de 2015 | Rádios rhythmic   | Epic      |